# Rullmorstjärnarna
Rullmorstjärnarna är en sjö i Mora kommun i Dalarna och ingår i Dalälvens huvudavrinningsområde.